# Tozo
Tozo (en asturiano y oficialmente, El Tozu) es una parroquia situada a 20 km de la capital del concejo de Campo de Caso, en el Principado de Asturias. Es la aldea más norteña del concejo. Se encuentra dentro del parque natural de Redes, a 660 metros de altitud, en el valle interior de la margen derecha del río Les Fuentes, afluente del río La Marea. Está al pie del Pico Facén y al noreste de la peña El Cabecín. La parroquia comparte territorio con el concejo vecino de Piloña.
Al pueblo se accede en el km 13 de la carretera que une L'Infiestu (Piloña) con El Campu (Caso). Tiene una población en 2019 cercana a 20 vecinos, con solamente 9 casas habitadas y 20,87 km². 
El Tozu se divide en diferentes barrios, como La Cruz, El Cabecín, Les Tables, La Braña, Xunsierra, Cabañaderecha, Les Cueves, EL Paxotu, El Veneru, El Brañuzu, El Navarín, La Fontina, El Prau Pumar, La Cantera y La Mata, donde se encuentra el bar. 
Es un pueblo de maderistas, mineros y ganaderos. Siendo el último grupo el más común. Fue un pueblo importante en tiempos de los Romanos, ya que en él se encuentra el Camino Real del Sellón, un camino basado en la antigua calzada romana que unía Asturias con León. Este camino fue transitado hasta finales del siglo XIX por arrieros y carruajes que transportaban sal desde la costa hasta el interior. Además existía un albergue en el lugar alejado del pueblo conocido como La Venta de Frieru para acoger a estos transportistas. Cerca del albergue había una iglesia, Santa María de Frieru, que se trasladó a El Tozu en el siglo XVIII a petición de los vecinos.